# Gérard Saillant
Gérard Saillant, né le 9 mars 1945[réf. souhaitée], est un professeur chirurgien orthopédiste et traumatologique. Gérard Saillant a été chirurgien au CHU de la Pitié-Salpêtrière, s’est engagé en politique et dans le sport professionnel. Aujourd’hui, il est président de l’Institut du cerveau et de la moelle épinière (ICM).

## Travaux
Il fut chef du service de chirurgie orthopédique et traumatologique du CHU de la Pitié-Salpêtrière, où il a travaillé pendant 30 ans entre sa nomination comme professeur en 1976 et sa démission en 2006, président du conseil scientifique de la Caisse nationale de solidarité pour l'autonomie et ancien président-délégué de l'Institut FIA, organe de la Fédération Internationale Automobile. Le professeur Saillant est directeur de l'UFR 965, qui compte vingt-trois laboratoires,[réf. nécessaire], de Sorbonne-Université.
Le professeur Saillant est également président et membre fondateur de l'Institut du cerveau et de la moelle épinière (ICM). L'Institut du cerveau et de la moelle épinière est un centre de recherches internationales, qui a ouvert ses portes le 24 septembre 2010, et qui permet à 600 chercheurs, ingénieurs et techniciens de mener à bien leurs travaux de recherches sur les maladies du cerveau (Alzheimer, Parkinson, autisme, épilepsie, etc.) et de la moelle épinière (paraplégie, tétraplégie, etc.). L'Institut du cerveau et de la moelle épinière est une fondation reconnue d'utilité publique.[réf. souhaitée]
Le professeur Saillant est un spécialiste de la médecine sportive. Il a été conseiller du ministre français des Sports et de la Fédération française du sport automobile, et a été médecin officiel de l'équipe olympique française aux Jeux olympiques de 1984, 1988 et 1992. Sa grande expérience de la médecine sportive l'a amené à opérer des sportifs de renommée internationale tels que, parmi les plus connus, le pilote allemand de Formule 1 Michael Schumacher, le footballeur brésilien Ronaldo, ou le rugbyman néo-zélandais Dan Carter. En remerciement, Ronaldo lui a même dédicacé deux buts lors de la Coupe du Monde de 2002. À la suite de sa blessure survenue le 13 février 2008, ce dernier s'est fait opérer par le professeur Saillant une troisième fois du genou. L'opération de Dan Carter concernait une rupture partielle du tendon d'Achille contractée sous les couleurs de l'USAP lors de la rencontre contre le Stade Français le 31 janvier 2009.   
En juin 2007, il accepte de collaborer avec le chirurgien Éric Rolland qui est nommé alors nouveau directeur médical du PSG.
Il est co-parrain des Voiles de St-Barth 2014.[réf. nécessaire]
Il fait partie de la promotion 2022 des personnes obtenant le titre de Gloire du sport.

## Publications
- Jacques Rodineau et Gérard Saillant, Arthroscopie thérapeutique en traumatologie du sport, Issy-les-Moulineaux, Masson, 2005, 260 p. (ISBN 2-294-06502-6, lire en ligne)
- Jacques Rodineau et Gérard Saillant, La lésion ligamentaire périphérique récente, Paris, Masson, 2003, 263 p. (ISBN 2-294-01567-3, lire en ligne)
- Jacques Rodineau et Gérard Saillant, Actualités des tendinopathies et bursopathies des membres inférieurs, Paris, Masson, 2001, 239 p. (ISBN 2-294-00868-5)
- Gérard Saillant et J.-P. Bénazet, Le polytraumatisé le polyfracturé, Montpellier, Masson, 1998, 403 p. (ISBN 2-84023-168-9)
- Jacques Rodineau et Gérard Saillant, Pathologie traumatique du membre supérieur chez le sportif, Paris/Milan/Barcelone, Masson, 1997, 348 p. (ISBN 2-225-83104-1)